# Горбунов Юрій Миколайович
Ю́рій Микола́йович Горбуно́в (нар. 24 серпня 1970, Новий Розділ, Львівська область, Українська РСР, СРСР) — ведучий телеканалу 1+1 Україна, актор, шоумен, креативний кінопродюсер, волонтер. Від 1 грудня 2015 року — заслужений артист України. Ведучий наймасштабніших розважальних проєктів більш ніж 30 років.

## Біографія
Народився в місті Новий Розділ Львівської області. Виріс на Івано-Франківщині. У 1987 р. закінчив Івано-Франківську середню школу № 17. До того ж випуску у паралельному класі належав український письменник і філософ Олег Гуцуляк.
У 1992 році закінчив Київський інститут театрального мистецтва ім. Карпенка-Карого (курс Леоніда Олійника). Після закінчення університету ще п'ять років працював у Івано-Франківському драматичному театрі. Потім переїхав до Києва.

## Кар'єра
Після переїзду до Києва, у 1997—1998 рр.. був помічником режисера в центрі «Арт-Велес», режисером клубу «Голлівуд». Паралельно в 1998 році на каналі УТ-1 вів програму «Три крапки», а в 1999-му — інтерактивне шоу «Щасливий дзвінок», що стала для нього дебютом у прямому ефірі.
|  | Мій перший прямий ефір — проект «Щасливий дзвінок» на УТ-1. Марія Єфросініна, Оля Бура і я — перше в історії незалежної держави інтерактивне шоу з розіграшем призів. Тобто, люди дзвонили в студію, відповідали на запитання і ми розігрували пральні машини, автомобілі — цілий рік... Взагалі, перша моя програма на телебаченні називалася «Три крапки», теж на УТ-1. Віка Малекторович, з якою ми вчилися в інституті, вела там прямий ефір. Коли вона захворіла, ефір провів я, на що продюсер Андрій Слободян відреагував: «А що ж це ти там у «Три крапки» робиш? Давай до нас на нову програму в прямому ефірі». Я погодився... Перед ефіром режисер пропонував порепетирувати, але я вирішив, що репетиція — це щось ганебне, краще видати все вже в кадрі. А коли включилася камера, у мене було чітке відчуття, що ці хвилини я вже переживав - коли вступав до театрального інституту: відчуття, коли ти щось робиш на майданчику і як би бачиш себе з боку. Так само було і на ефірі — я ніби сам себе запитував: «Що ти тут робиш? Вали звідси!» — Юрій Горбунов |

У 1999 році вів телепередачу «З пивом по життю» на «Новому каналі» (після нього, у 2000 році її вів Анатолій Дяченко). У 2000 році став ведучим програми «Підйом», за яку разом зі своєю партнеркою Марією Єфросініною у 2002 році був удостоєний премії «Телетріумф» у номінації «Найкраще телевізійне шоу». Також вів сімейне шоу «Готовий на все», шоу «Один за всіх» і «Тепер ти в армії».
У 2005 році — ведучий програми «Питання для чемпіонів» на телеканалі СТБ.
У червні 2006 року прийшов на телеканал «1+1», де з Марічкою Падалко почав вести інформаційно-розважальну ранкову програму «Сніданок». Відтоді є ведучим телеканалу 1+1.
Був незмінним ведучим усіх сезонів рейтингового шоу «Танці з зірками», за яке у 2007 та 2008 роках разом з Тіною Кароль отримав ще дві премії «Телетріумф». Також був ведучим шоу «Смакуємо», «Зірка + Зірка» та «Суперзірка» на телеканалі 1+1.
З вересня 2010 року — один із ведучих експериментального гумористичного шоу «ГПУ» на телеканалі «1+1».
У грудні 2011 року — ведучий шоу «Краса по-українськи».
У 2012 році вів ігрове шоу «Я люблю Україну».
З лютого 2013 року — ведучий розважального «ПРОСТО шоу».
Восени 2013 року — ведучий кулінарного шоу «Великий пекарський турнір».
|  | У мене дитинство асоціюється із запахом еклерів. Коли я вранці прокидався, вони всі готові вже були на столі, розрізані, мені треба було тільки брати ложку і запихати в них крем, який так само був готовий. Солодке — це моя слабка сторона, але кажуть, що солодке робить людей добрішими. Я в це вірю, — Горбунов |

З 11 жовтня 2015 року — член журі в шоу «Маленькі гіганти» на 1+1.
1 грудня 2015 року став заслуженим артистом України.
У 2018 році телеканал 1+1 транслював гумористичне «ШоуЮри» на чолі з Юрієм Горбуновим.
З 2018 року почав продюсувати власні фільми — серіали «Великі Вуйки», «Скажене весілля», що стали дуже успішними.
З початку повномасштабного вторгнення разом з іншими зірками їздить на фронт аби підтримати бойовий дух військових, збирає гроші на допомогу ЗСУ, допомагає закуповувати машини швидкої допомоги для медиків на фронті.
23 серпня 2022 року нагороджений Орденом «За заслуги» II ст. За значні заслуги у зміцненні української державності, мужність і самовідданість, виявлені у захисті суверенітету та територіальної цілісності України, вагомий особистий внесок у розвиток різних сфер суспільного життя, відстоювання національних інтересів нашої держави, сумлінне виконання професійного обов'язку.
Разом із Михайлом Хомою і Олександром Пономарьовим влаштовували серію благодійних концертів в Україні та за кордоном, на яких збирають гроші на підтримку ЗСУ.
В 2025 році став ведучим розважального шоу «Колесо фортуни» на телеканалі «1+1 Україна».

## Фільмографія

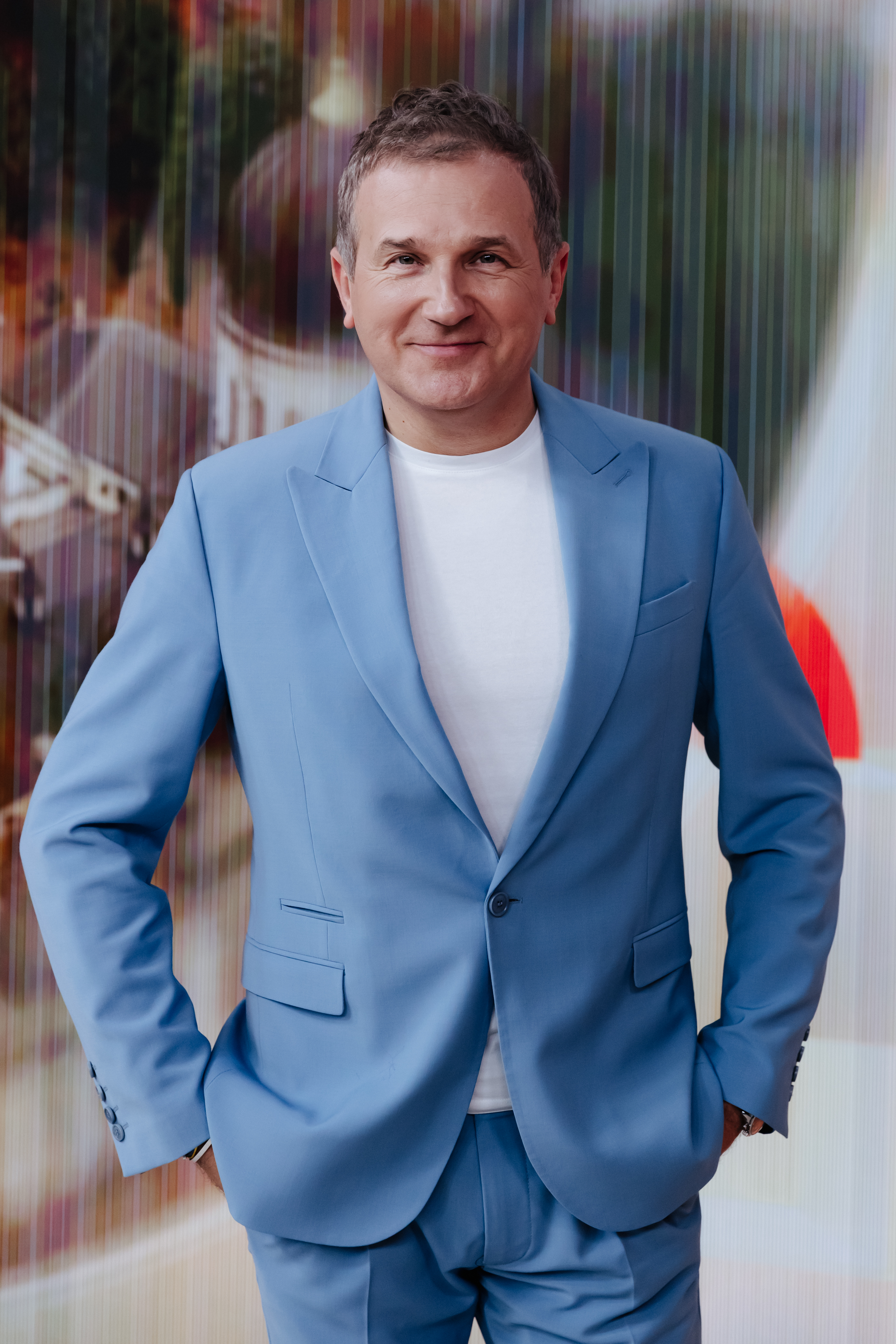
Юрій Горбунов, 2022

### Актор
| Рік       |    | Українська назва                     | Оригінальна назва                     | Роль                                           |
| --------- | -- | ------------------------------------ | ------------------------------------- | ---------------------------------------------- |
| 2001      | тф | Вечори на хуторі біля Диканьки       | Вечера на хуторе близ Диканьки        | Козак з підбитим оком (в кількох епізодах)     |
| 2003      | с  | Завтра буде завтра                   | Завтра будет завтра                   | Микола, сільський міліціонер                   |
| 2004      | с  | Небо в горошок                       | Небо в горошек                        | Риков                                          |
| 2006      | с  | Вовчиця                              | Волчица                               | акушер-гінеколог                               |
| 2006      | ф  | Кактус і Олена                       | Кактус и Елена                        | Маручок, майор міліції                         |
| 2008      | ф  | Роман вихідного дня                  | Роман выходного дня                   | співробітник агентства ритуальних послуг       |
| 2009      | с  | Вагома підстава для вбивства         | Веское основание для убийства         | епізодично                                     |
| 2009      | с  | Доярка з Хацапетівки 2: Виклик долі  | Доярка из Хацапетовки 2: Вызов судьбе | епізодично                                     |
| 2009      | ф  | Її серце                             | Её сердце                             | Борис Семенович, директор ательє               |
| 2009      | тф | Червона шапочка                      | Красная шапочка                       | Шарль Перро                                    |
| 2009      | с  | Тільки любов                         | Только любовь                         | епізодично                                     |
| 2009      | мф | Бригада М                            | G-Force                               | кріт Слипко (дубляж)                           |
| 2011      | с  | Пончик Люся                          | Пончик Люся                           | Мартинов, адвокат                              |
| 2015—2017 | с  | Останній москаль                     |                                       | Іван, дядько Валери / Дмитро, батько Валери    |
| 2016—2017 | с  | Село на мільйон                      |                                       | Отець Любомир                                  |
| 2016      | мф | Співай                               | Sing                                  | Бастер Мун (дубляж)                            |
| 2017      | мф | Фердинанд                            | Ferdinand                             | бик Фердинанд (дубляж)                         |
| 2018      | мф | Викрадена принцеса: Руслан і Людмила |                                       | Кіт вчений (дубляж)                            |
| 2018      | с  | Сувенір з Одеси                      |                                       | Яша Цукер                                      |
| 2018      | ф  | Скажене весілля                      |                                       | Назарій Запухляк, тамада                       |
| 2019—2020 | с  | Великі Вуйки                         |                                       | Іван Іванович Петрук, столяр села Великі Вуйки |
| 2019      | ф  | Скажене весілля 2                    |                                       | Назарій Запухляк, тамада                       |
| 2021      | ф  | Скажене весілля 3                    |                                       | Назарій Запухляк, тамада                       |
| 2024      | ф  | Потяг у 31 грудня                    |                                       | працівник вагона-ресторана Петрович            |

### Режисер, продюсер
| Рік  |   | Українська назва  | Оригінальна назва | Роль     |
| ---- | - | ----------------- | ----------------- | -------- |
| 2018 | ф | Скажене весілля   |                   | продюсер |
| 2019 | ф | Скажене весілля 2 |                   | продюсер |
| 2021 | ф | Скажене весілля 3 |                   | продюсер |
| 2024 | ф | Потяг у 31 грудня |                   | продюсер |

## Нагороди
- 2008 — Телетріумф, разом з Тіною Кароль в номінації «Ведучий розважальної передачі», «Танці з зірками -3»
- 2007 — Телетріумф, разом з Тіною Кароль в номінації «Ведучий розважальної передачі», «Танці з зірками»
- 2004 — Телетріумф, у номінації «Ведучий шоу-програми», «Один за всіх»
- 2015 — заслужений артист України[16]
- Орден «За заслуги» III ст. (10 вересня 2021) — за значний особистий внесок у розвиток кіномистецтва, вагомі творчі здобутки, високу професійну майстерність та з нагоди Дня українського кіно.[17]
- Орден «За заслуги» II ст. (23 серпня 2022) — за значні заслуги у зміцненні української державності, мужність і самовідданість, виявлені у захисті суверенітету та територіальної цілісності України, вагомий особистий внесок у розвиток різних сфер суспільного життя, відстоювання національних інтересів нашої держави, сумлінне виконання професійного обов'язку.[18]

## Сім'я
Юрій Горбунов був одружений з колишньою актрисою балету івано-франківського театру Людмилою, старшою за нього на 10 років. У 2011 році став дідусем — донька Ксенія народила онуку Поліну. У лютому 2017 року Юрій Горбунов і Катя Осадча оголосили, що вони офіційно одружені. 18 лютого 2017 року в подружжя народився син Іван, 19 серпня 2021 народився другий син подружжя Данило.

## Критика
20 липня 2023 року Ігор Кондратюк гостро розкритикував рішення Уряду, яким виділено із держбюджету на комедійний серіал Юрія Горбунова «Смт Інгулець» 33 млн грн. Кондратюк закликав Горбунова відмовитись від цих коштів на користь ЗСУ.
25 липня 2023 року Юрій Горбунов опублікував відео, в якому повідомив, що відмовляється від державного фінансування проєкту «Смт Інгулець», але не відмовляється від проєкту.
В січні 2025 в інтерв'ю ТСН. Наодинці продюсер заявив, що цей проєкт не зніматимуть взагалі.

## Цікаві факти
- У 2012 році став одним з восьми українців, яким довірили нести олімпійський вогонь у Лондоні[24];
- Кум співачки Ірини Білик (разом хрестили дитину спільних друзів)[25];
- Ідеальним форматом для себе вважає вечірнє ток-гумор-лайт-шоу. Мріє працювати у великому праймовому вечірньому телешоу з живою музикою, яке б торкалося і політичних тем, і розважальних[3];
- Мисливець, полювання для Горбунова — один з найкращих способів відпочинку[26];
- У дитинстві закінчив музичну школу за класом баяна;
- Улюблена кухня — українська і японська[27].